# Giacinto-Boulos Marcuzzo
Mons. Giacinto-Boulos Marcuzzo (* 24. dubna 1945, San Polo di Piave) je italský katolický kněz, biskup, který je emeritním pomocným biskupem v Latinském patriarchátu jeruzalémském.